# ان‌جی‌سی ۷۷۴۱
ان‌جی‌سی ۷۷۴۱ (انگلیسی: NGC 7741) یک کهکشان مارپیچی میله‌ای است که در صورت فلکی اسب بزرگ قرار دارد.  در فاصله حدوداً ۴۰ میلیون سال نوری از زمین قرار دارد، که با توجه به ابعاد ظاهری آن، به این معنی است که NGC 7741 حدود ۵۰۰۰۰ سال نوری وسعت دارد. این کهکشان در ۱۰ سپتامبر ۱۷۸۴ توسط ویلیام هرشل کشف شد.